# Sebastiano Larco Silva
Sebastiano Larco Silva (Tocopilla, 26 de enero de 1901 – Santa Margherita Ligure, ...) fue un arquitecto italiano, nacido en Chile, de origen genovés. En Chile lo llamaban "Sebastián".

## Biografía
Era hijo de Michele Larco (italiano de Santa Margherita Ligure) y su segunda esposa, Beatriz Silva (chilena de Puchuncaví, Valparaíso), nieto paterno de Sebastiano Larco y Margherita Merello, nieto materno de José Silva e Isidora Tapias. Sebastiano Larco Silva nació en Tocopilla el 26 de enero de 1901, donde fue bautizado allí el 18 de marzo del mismo año. vivió en Valparaíso, Chile, regresó a Italia con sus padres. El 7 de septiembre de 1907 regresó a América, llegando a Buenos Aires, procedente de Génova, en el barco "Virginia", con sus padres y hermanas Margherita y Carlotta (Elenco: CEMLA Centro Studio di Migratorios Latinoamericanos - Buenos Aires, tomado por "CISEI - Centro Internacional de Estudios de la Emigración Italiana"). El 4 de abril de 1934, en Milán, contrajo matrimonio  con Maria Pia Borghi, nacida allí en 1914. Murió y fue enterrado en Santa Margherita Ligure.
Su formación tuvo lugar en Italia, en el Politécnico de Milán, y se destacó al unirse al Grupo 7, un grupo de arquitectos italianos, que liderado y animado por Carlos Enrico Rava se estableció en 1926.
Junto con Larco Silva y Rava, el grupo incluía a Luigi Figini, Cuido Frette, Gino Pollini, Giuseppe Terragni y Ubaldo Castagnoli, reemplazados al año siguiente con Adalberto Libre.
El Grupo 7, en sus primeros artículos, comunicó la necesidad de un nuevo espíritu y una renovación de la arquitectura italiana, que se lograría a través de "estricto apego a la lógica y la racionalidad" y, al mismo tiempo, a los valores de la tradición.
La participación en este grupo será el período más importante del trabajo de Larco Silva como arquitecto.

## Consolidación como arquitecto
En los años de 1927 a 1935 abrió y dirigió un estudio en Milán, junto a Rava, con quien colaboró hasta 1940, cuando Larco Silva decidió regresar a Chile.
Esta fructífera colaboración produjo numerosos proyectos para las Bienales de Monza, como un edificio de oficinas (1927), la sede de un periódico (1927), varias casas de series y algunos proyectos en Santa Margherita Ligure, entre ellos la capilla funeraria de la familia Oneto (1931).), el edificio Solari (1927), la villa Foligno (1931).
En el mismo período construyó un hotel en Homs, una iglesia en Suani Ben Adem (1930) y muchas otras obras en Libia, incluyendo el proyecto Trípoli de la sede de FIAT y el arco de triunfo para la visita de los príncipes del Piamonte (1931); además, en Mogadiscio, construyó el hotel Croce del Sud, el arco de triunfo (1934) y un conjunto de casas (1935); la sede de la siderúrgica colonial en Assab (1936-1937) y, en Addis Abeba, de la SAPIE (Società Anonima Per Imprese Ethiopiche –Compañía anónima para empresas etíopes–).
En 1929, Larco Silva y Rava recibieron una invitación para organizar la sección italiana de la exposición internacional "Werkbund Austellung Wohnung und Werkraum" (Apartamento de exposición y taller Werkbund) en Breslau. Esto provocó algunos problemas con los demás integrantes del Grupo 7, lo que provocó el abandono del movimiento, en abril de 1929, por parte de Larco Silva y por el propio Rava.
Además, luego de su regreso a Chile, desarrolló su propio negocio en el rubro del mueble.
Larco conoció a Pietro Maria Bardi, en Italia, donde esto convenció a Benito Mussolini, con el folleto "Informe a Mussolini sobre arquitectura", de que el racionalismo italiano era el único movimiento arquitectónico capaz de satisfacer la ideología fascista en arquitectura. Como resultado, Mussolini inauguró personalmente la tercera exposición del Grupo 7 en la galería de arte Bardi, donde se llevó a cabo una representación de las tendencias MIAR (Movimiento Italiano de Arquitectura Racional). Larco tuvo una amistad de toda la vida con Bardi y más tarde, en la casa de Bardi en Sao Paulo, se hizo amigo del médico ítalo-brasileño Miguel Scavone, quien medió su papel de arquitecto en la basílica de la ciudad de Itatiba.

## Obras
- Palacio para oficinas (1927);
- Sede de un periódico (1927);
- Palazzina Solares, Santa Margarita Ligure (1927);
- Albergue, Homs (1930);
- Iglesia, Suani Bien Adem (1930);
- Capilla fúnebre para la familia Oneto, Santa Margarita Ligure (1931);
- Villa Foligno, Santa Margarita Ligure (1931);
- Sede de la FIAT, Trípoli (1931);
- Arco de triunfo, Mogadiscio (1934);
- Albergo Cruz del Sud, Mogadiscio (1934);
- Complejo de casas, Mogadiscio (1935);
- Sedes de la Sociedad coloniale siderurgica, Assab (1936–1937);
- Sedes de la SAPIE, Addis Abeba, (1936–1937).
- Basílica de Nuestra Señora de Betlemme, Itatiba #- Brasil (1961#-1964)

## Artículos relacionados
- Arquitectura coloniale
- Movimiento Moderno
- Racionalismo italiano

## Otros proyectos
- Portal:Biografías. Contenido relacionado con Biografías.
- Portal:Arquitectura. Contenido relacionado con Arquitectura.